# Consul fabius
Espèce
Consul fabius est une espèce d'insectes lépidoptères de la famille des Nymphalidae et de la sous-famille des Charaxinae et du genre Consul.

## Dénomination
Consul fabius a été décrit par Pieter Cramer en 1775 sous le nom initial de papilio fabius.
Synonyme : Consul hippona; Anaea fabius.

### Noms vernaculaires
Consul fabius se nomme Tiger with Tails en anglais.

### Sous-espèces
- Consul fabius fabius; présent au Surinam.
- Consul fabius albinotatus (Butler, 1874); présent en Colombie.
- Consul fabius bogotanus (Butler, 1874); présent au Pérouet au Venezuela.
- Consul fabius castaneus (Butler, 1874); présent au Brésil.
- Consul fabius cecrops (Doubleday, [1849]); présent au Mexique, à Panama et en Bolivie.
- Consul fabius diffusus (Butler, 1875); présent en Équateur.
- Consul fabius divisus (Butler, 1874); présent au Pérou.
- Consul fabius drurii (Butler, 1874); présent au Brésil.
- Consul fabius fassli (Röber, 1916); présent dans l'ouest de la Colombie et en Équateur.
- Consul fabius fulvus (Butler, 1875); présent au Pérou.
- Consul fabius ochraceus (Butler, 1874); présent à Trinité-et-Tobago.
- Consul fabius quadridentatus (Butler, 1874); présent en Bolivie.
- Consul fabius semifulvus (Butler, 1875); présent en Équateur.
- Consul fabius superba (Niepelt, 1923); présent au Pérou et en Équateur.
- Consul fabius ssp; présent en Équateur[1].

### Taxonomie
Dans le parc de Sanguay il a été trouvé des taxons à moitié Consul fabius divisus et Consul fabius diffusus et d'autres à moitié Consul fabius albinotatus et Consul fabius bogotanus ce qui pourrait amener à réétudier la validité de certaines de sous-espèces.

## Description
Consul fabius est un papillon d'une envergure d'environ 75 mm, et jusqu'à 82 mm pour Consul fabius ssp, aux ailes antérieures à bord costal bossu, milieu du bord externe en pointe, puis bord externe concave, bord interne légèrement concave et aux ailes postérieures munies d'une grande queue en massue et angle anal saillant,.
Le dessus des ailes est marron et jaune, avec les ailes antérieures marron marquées d'une bande jaune de la base à l'angle interne et de grandes taches jaunes en ligne du milieu du bord costal au milieu du bord externe. Les ailes postérieures sont jaune avec une bordure marron ornée d'une ligne submarginale de petits chevrons jaune.
Le revers est jaune avec des plages gris métallisé, il simule une feuille morte.

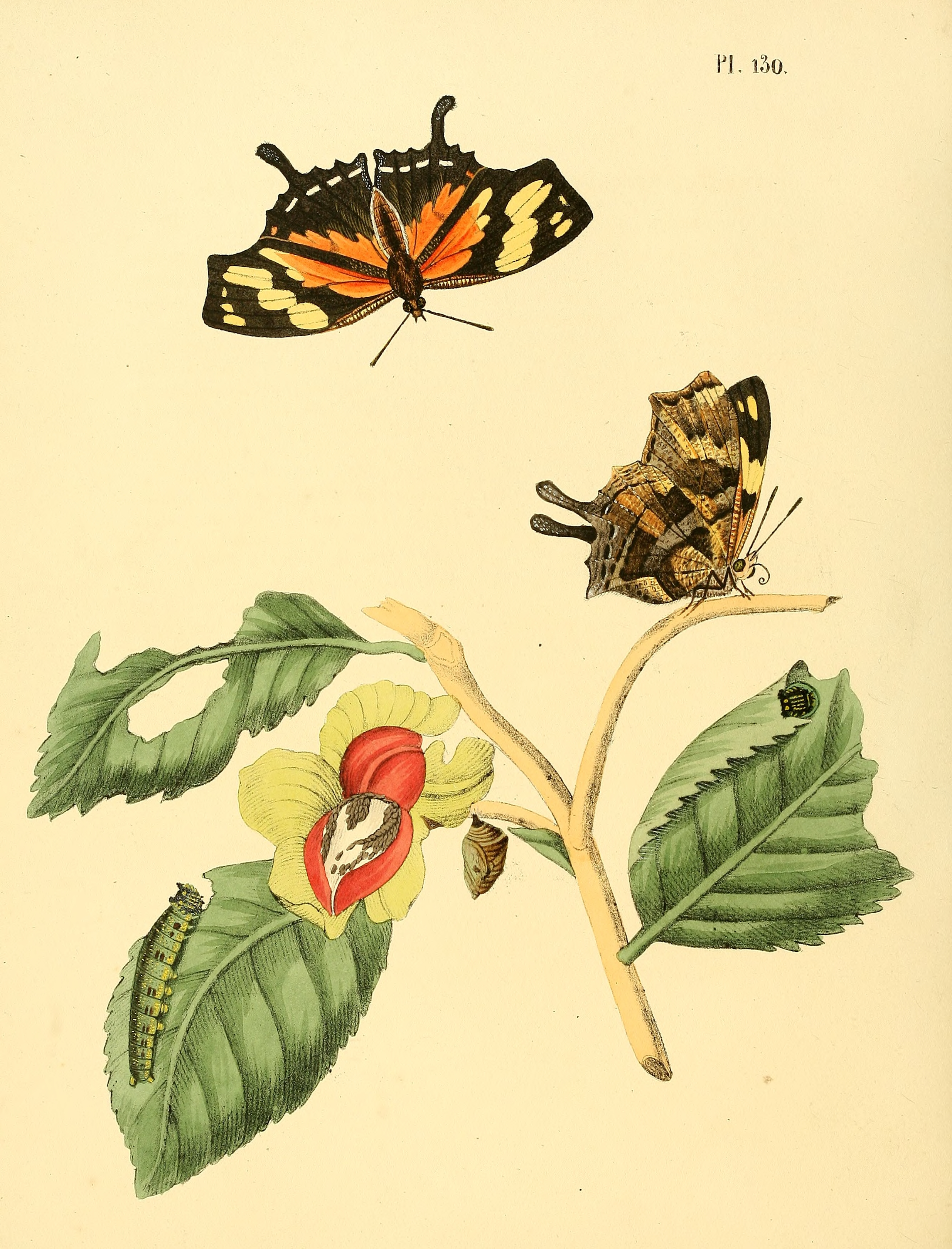
Consul fabius par Jan Sepp

## Biologie

### Plantes hôtes
Les plantes hôtes de sa chenille sont des Piper, Piper auritum, Piper tuberculatum et Piper umbellatum.

## Écologie et distribution
Consul fabius est présent au Mexique, au Costa Rica, à Panama, en Colombie, au Venezuela, à Trinité-et-Tobago, en Bolivie, en Équateur, au Pérou, au Brésil et au Surinam,.

### Biotope
Consul fabius réside dans tous types de forêts.

### Protection
Pas de statut de protection particulier.